# Misagria calverti
Misagria calverti – gatunek ważki z rodziny ważkowatych (Libellulidae).